# The Creepshow
The Creepshow – zespół psychobilly z Burlington, Ontario, w Kanadzie. Powstał w 2005 roku gdy przyszli członkowie The Creepshow" zebrali się z zamiarem grania "hellbilly". The Creepshow tworzy większość piosenek o horrorach, z muzyką odpowiadającą gatunkowi psychobilly – stąd hellbilly.
Większość członków zespołu, przed powstaniem The Creepshow, brała udział w pomniejszych projektach muzycznych. McNab był wokalistą i gitarzystą, Rowles pisał teksty piosenek w Outspan, Gee gra również w punk-rockowym zespole Rehab for Quitters.
Ponieważ Hellcat zaszła w ciążę, w 2007 roku jej młodsza siostra Sarah ("Sin") jest główną wokalistką i gra na gitarze zamiast niej.
Obecnie wokalistką grupy jest Kenda Legaspi, która gra również na gitarze.

## Aktualni członkowie
- Sean "Sickboy" McNab – kontrabas/chórki
- Kenda Legaspi – gitara/główny wokal
- Kristian "The Reverend McGinty" Rowles – Keyboard/chórki
- Matt "Pomade" Gee – perkusja

## Dyskografia

### Albumy
- Sell Your Soul (Stereo Dynamite, 2006) – LP
- Run For Your Life (Stomp Records, 2008 – LP

### Składanki
- Zombie Night in Canada Vol. 2 (Stumble Records, 2005) – "Shake"

## Trasy koncertowe
Zespół zakończył swoją pierwszą trasę koncertową w maju 2006 roku, zaczynając w Toronto, a kończąc w Vancouver.
We wrześniu 2006 roku zakończyli swoją drugą trasę, również w Kanadzie (zaczęli 2 września w Toronto, a skończyli 16 września w Vancouver)

## Inne informacje
- Pomimo oczywistego powiązania nazwa zespołu nie ma związku z horrorem George’a A. Romero The Creepshow.
- Na harmonijce ustnej w piosence "The Garden" gra ojciec Hellcat.